# Àhmad ibn Muhàmmad
|  | Per a altres significats, vegeu «Àhmad ibn Muhàmmad (visir gaznèvida)». |

Àhmad ibn Muhàmmad fou fill de Muhammad ibn Mahmud, sultà de Gazni. Després de la derrota davant el seljúcides a la batalla de Dandankan (maig de 1040) el sultà Massud I ibn Mahmud es va retirar a l'Índia però després de creuar l'Indus en direcció a Lahore, fou deposat per l'exèrcit (desembre de 1040) i fou proclamat sultà el seu germà cec Abu Ahmad Muhammad ibn Mahmud, però eren els amirs de l'exèrcit els que dominaven la situació. El seu fill Ahmad va ser el més influent dels prínceps i el gener de 1040 va fer matar Masud que havia estat tancat a la fortalesa de Girf. Les forces militars van retornar cap a Gazni on mentre s'havia fet proclamar sultà Mawdud ibn Masud, el fill de Massud I que havia retornat de Balkh amb l'exèrcit que lluitava contra els seljúcides. Mawdud va sortir de Gazni cap a l'est i es van trobar prop de Jalalabad, a un lloc anomenat Nagrahar, on Mawdud va obtenir la victòria (març de 1041). Fatahbad fou fundada en aquest lloc en honor de la victòria obtinguda. Muhammad ibn Mahmud, el seu fill Ahmad ibn Muhammad i tots els altres fills menys un foren capturats i executats per ordre de Mawdud ibn Masud per haver tingut part en l'assassinat del seu pare. Tots els implicats "turcs i tadjiks" foren executats.